# Лозуватська сільська рада (Компаніївський район)
| Лозуватська сільська рада — колишній орган місцевого самоврядування у Компаніївському районі Кіровоградської області з адміністративним центром у с. Лозуватка. Сільській раді підпорядковані населені пункти: - с. Лозуватка - с. Волошки - с. Дружба |

## Колишні населені пункти
- Граніт
- Рексине

## Склад ради
Рада складалася з 14 депутатів та голови.

### Керівний склад ради
| ПІБ                          | Основні відомості                                                                     | Дата обрання | Дата звільнення |
| ---------------------------- | ------------------------------------------------------------------------------------- | ------------ | --------------- |
| Портянко Василь Анатолійович | Сільський голова, 1960 року народження, освіта, член народної партії                  | 26.03.2006   | 31.10.2010      |
| Портянко Василь Анатолійович | Сільський голова, 1960 року народження, освіта середня загальна, член Партії регіонів | 31.10.2010   | 25.10.2015      |
| Портянко Василь Анатолійович | Сільський голова, 1960 року народження                                                | 25.10.2015   |                 |

Примітка: таблиця складена за даними джерела

## Населення
Згідно з переписом УРСР 1989 року чисельність наявного населення села становила 996 осіб, з яких 465 чоловіків та 531 жінка.
За переписом населення України 2001 року в селі мешкало 896 осіб.

### Мова
Розподіл населення за рідною мовою за даними перепису 2001 року:
| Мова       | Відсоток |
| ---------- | -------- |
| українська | 96,75 %  |
| вірменська | 1,23 %   |
| російська  | 1,12 %   |
| молдовська | 0,78 %   |
| білоруська | 0,11 %   |